# Mas Humbert
El Mas Humbert és una obra del municipi de Castellar del Vallès (Vallès Occidental) protegida com a bé cultural d'interès local.

## Descripció
Es tracta d'una masia que respon als preceptes arquitectònics clàssics, amb un adossament posterior d'un annex de planta quadrada i de la mateixa alçada. El frontis presenta una distribució simètrica dels elements, com segurament ho era abans la totalitat de la planta. Arc de mig punt adovellat a la planta baixa, entrada pels utillatges agrícoles i finestra, que comprenen i corresponen respectivament a les tres crugies clàssiques de la típica construcció catalana.
A la primera planta hi ha tres finestres emmarcades amb discreta ornamentació en els dintells. La finestra del mig, més gran que les altres, indica la importància de la cambra central. Sota el teulat hi ha una obertura que assenyala l'emplaçament de les golfes. Per sobre l'obertura hi ha també la típica corriola per pujar la palla.
L'annex adossat es comunica per l'interior, a nivell de la segona planta i queda inclòs en la zona d'habitacle, mentre que l'última dependència s'utilitza per a utillatge.

## Història
És una masia esmentada en documents del segle xvii.